# 幻想水滸伝ティアクライス
『幻想水滸伝ティアクライス』（げんそうすいこでんティアクライス）は、コナミより2008年12月18日に発売されたニンテンドーDS用コンピュータRPG作品。キャッチコピーは「誰と組むか、信じるか。108の出会いと別れ、絆が織りなす物語
。」。
『幻想水滸伝シリーズ』初のDS作品で、オンライン要素も導入された。『幻想水滸伝』から『幻想水滸伝V』の世界観とは異なり、新たな世界観で物語が展開する。これまでのシリーズの外伝ではなく、心機一転の新章となっている。

## 世界観
前述のとおり旧作の世界観とは異なるもので、百万世界と呼ばれる世界が舞台。複数の世界が並列して存在しており、それぞれの世界は「トビラ」と「回廊」で繋がっているいわゆる並行世界を基礎としている。複数の世界に同じ名前・姿・性格の人物が存在することもある。
各世界には共通してランブルタンブル族（通称「ランブル族」）と呼ばれ、珍しい商品を扱う行商種族が存在する。一般の人々には知られていないが「トビラ」を御する術を身に付けており、珍しい商品の中には「トビラ」を通って仕入れたものもあるらしい。なお、基本的に誰でも「トビラ」で別世界に行くことが出来るが、生まれ育った世界から他の世界に渡った場合は、出口として利用したトビラから入らなければ他の世界に行くことが出来ない。
本作の百万世界は、『幻想水滸伝』シリーズで出てきた百万世界と同一のものである。無数にある百万世界の中には紋章がない世界も存在しており、本作はその紋章のない世界の1つである。

### 用語
書
その世界の知識が集約されたもの。知識の塊の意味で「書」と呼ばれるが、人々が本として知覚するとは限らない。本来1つの世界に書は1つずつ存在するが、世界の融合（後述）によって1つの世界に他の世界の書が現れる場合もある。協会では、その世界本来の書を真正なる一書、世界の融合によって現れた書は偽書と呼んでいる。他の世界に現れた書は本来の世界の星を宿す者（後述）の記憶が残されており、書の移った世界での星を宿す者が触れることでその一部を見ることができる。
星を宿す者
その世界の行く末に関わる者。その世界本来の住民、あるいは融合によってその世界の住民となった者に限られ、偽書に触れることで残された記憶を見ることができる者のこと。偽書の記憶によって真正なる一書の支配を完全には受けず、世界の融合についても把握できる。一なる王と戦うことを宿命付けられ、星を宿す者が絶えた時はその世界は一なる王のものとなり、他の世界の一部となってしまう。
レネゲイド
トビラを通って他の世界に渡ったモンスターで、特殊な能力を身に付けることがあり、その場合はその世界の者では倒すことができない。類似した存在として無形の夜魔と呼ばれるモンスターが存在し、倒すことが出来るのはごく一部の者だけであり、別の世界の者では倒すことが出来ない。
世界の融合
ある世界の一部が、別の世界に出現すること。融合元の世界は別の世界に出現した範囲以外は消滅し、融合先の世界では新たに現れた部分と重なる範囲が消滅する。融合の時期は基本的に真正なる一書に記されており、人々の記憶は辻褄が合うように改竄される。真正なる一書に他の世界の書で干渉することで人為的に融合を起こすことも可能であるが、その場合も同様。
融合の回数はそれぞれの世界の真正なる一書によって異なるのか明言されていないが、主人公のいる世界では一なる王が降臨するまでに12回と明言されている。以下は融合の順序（作中で「第○の世界」と呼ばれる）、その世界の書の名称、融合によって出現した世界などの一覧である。物語冒頭の融合（第8の世界）以降の順序については作中で語られており、最初の融合（第1の世界）でスクライブ族が出現したことも語られているが、間の6つの融合については書名・地域などは分かっているものの順序が明言されていない。
| 順序       | 書               | 出現した地域           | 備考                         |
| ---------- | ---------------- | ---------------------- | ---------------------------- |
| 第1の世界  | 秘枢たる線刻の書 | 不明                   | スクライブ族がいた世界       |
| 不明       | 果てなき道程の書 | 不明                   | ディアドラがいた世界         |
| 不明       | 苛烈なる象徴の書 | ライテルシルト連合王国 | -                            |
| 不明       | 古き約定の書     | ジャナム魔導帝国       | -                            |
| 不明       | 聖なる双刃の書   | アストラシア王国       | -                            |
| 不明       | 気高き鋼鉄の書   | ルギエニク             | リジッドフォーク族がいた世界 |
| 不明       | 青き流転の書     | ナイネニス             | ポーパス族がいた世界         |
| 第8の世界  | 輝ける遺志の書   | フレセリアの森         | -                            |
| 第9の世界  | 猛き咆哮の書     | マルシナ平原           | フューリーロア族がいた世界   |
| 第10の世界 | 茫漠たる琥珀の書 | ジャナム砂漠           | -                            |
| 第11の世界 | 深き戦慄の書     | ラロヘンガ             | -                            |
| 第12の世界 | 静かなる終端の書 | サイナスに似た街       | -                            |

### 国家・勢力
主人公軍
主人公をはじめとするシトロ村の自警団の少年達が中核となり、協会の侵攻に対抗するために結束された集団。シトロ村の北方に突如として現れたフレセリアの森の遺跡を居城とする。シトロ村の東の丘の遺跡で発見された書を1つ、発足当初から有している。なお、軍団名はプレイヤーが任意で命名可能。軍団の公式名は「フィルヴェーク(ドイツ語で"たくさんの道")団」、本拠地名は「レーツェルハフト(ドイツ語で"不思議な")城」となっている。
ひとつの道の協会
未来を全て見通し、人々の悩むことのない世界を目指す一種の宗教。中心都市はサイナスで、指導者はベルフレイド。全ての人々にその理想の恩恵を与えるべく、周辺国の武力併合も辞さない。サイナスの中心地にはしるべの塔が建てられており、内部には世界最大級の図書館が設けられている。この世界の融合が発生する時期が記された「真正なる一書」を有しており、他の世界の書も複数所有している。また、「司書」と呼ばれる書の収集を行なう人々が存在する。
ジャナム魔道帝国
大陸東方に存在する国家。「苛烈なる象徴の書」、「古き約定の書」の二つの書を有しており（前者は元々ライテルシルトの物）、書を研究して得られた魔道の力を有する。皇都はエル・カーラル、現皇帝はダナシュ8世。反協会勢力の筆頭で、反協会同盟の盟主である。第10の世界の出現で消滅。皇都跡とサルサビルのみ残して消滅し、広大なジャナム砂漠と化した。
サルサビル王国
ジャナム地方南部の小国家。物語当初はジャナム魔道帝国に併合され、港町サルサビルとして貿易拠点となっていた。第10の世界の出現でジャナム魔道帝国が消滅すると、シャムスを国王とするサルサビル王国となっている。
アストラシア王国
大陸西方に存在する国家。第1王女クロデキルドが率いる精強なアストラシア王室騎士団が存在していたが、2年前の協会の侵攻で王国が占領され、それ以来祖国解放を目指してジャナム魔道帝国に協力する独立剣士団「冥夜の剣士団」として活動している。属する書は剣の姿をした「聖なる双刃の書」で、代々アストラシア王家に家宝として受け継がれてきた。２つで一つという特異な書であり、また武器としての性能も極めて優れている。
ライテルシルト連合王国
ジャナム魔道帝国から海を隔てた東方に存在する国家で、6つの大公国による連合国家。かつて「苛烈なる象徴の書」を有していたが、ジャナム魔道帝国との抗争のさなかに奪われ、停戦してなお奪還されていない。書を研究して得られた銃の技術を持ち、銃を使う者（「猟兵」と呼ばれる）のみで構成された「ヴェルファー機関」と呼ばれる特務機関が存在する。
ロノマクア首長国
大陸南西の海上を治める国家。複数の部族による連合国家で、部族議会によって運営される。現首長はカーネ・ミロハイ。その弟のカーネ・ヘキリ・アウマクアは部族議会長を務めている。
北辰皇国
大陸北方に存在する国家。他国との国交をほとんど持たず、協会に対する態度も不明。戦を神事と考える向きがあり、将軍である皇国七天将に1人ずつ、戦を神に捧げる「戦巫女」と呼ばれる女性の聖職者が付けられている。

### 種族・民族
ランブルタンブル
トビラを操る術を持ち、そのほとんどがそれを利用して世界間の交易商業を生業としている種族。少々小柄な体格で眼鏡をかけているのが特徴。常に各地を転々としており一か所の土地に留まる事は無い。それが幸いしてか、過去に世界の融合にて故郷が消滅した際にも絶滅は免れた。
リジッドフォーク
北方スヴァトゴル山の都市ルギエニクに住み、非常に大きな体躯で巨人や鬼とも形容される種族。頭には1本の角が生えている。性格的にも非常に頑固で、男も女も武人のような性格揃いである。「世界はあるがままであるべき」という思想を持ち、協会の思想と共通する部分も多いことから一族を挙げて教会に属しているが、一部はそれを嫌ってルギエニクを離れ、スヴァトゴル山中に隠れ住んでいる。一族が道を誤ったとき始祖神オルドヴィークがお告げを下すとの思想がある。「気高き鋼鉄の書」を有していたが、かつて協会によってグレイリッジに移されており、それ以降オルドヴィークのお告げは起きていない。
ポーパス
大きな貝殻のような街ナイネニスに住む、小柄で愛らしい容姿の種族。「青き流転の書」を有しており、巫女が継承している数百個の連珠の1つとして存在している。本来他種族にも温和な性格で争いも好まない種族なのだが、協会によって巫女の連珠が奪われて脅迫を受けているため、物語当初は人間に対して強硬的な態度を取っていた。その後主人公達によって連珠が取り戻されたことにより和解、協会との戦いに協力する。
フューリーロア
第9の世界とともに現れた種族。シリーズ作品のコボルト以上に幅広い野生的な姿（狼・猫・熊など）をしており、ダイアルフ王をはじめ明るく気さくで、かつ信仰深い狩猟種族である。「猛き咆哮の書」を有しており、集落クラグバークの王の館の「精霊の御柱」に納められている。一見すると書であるとは分かりにくい、骨細工のような見た目をしている。
スクライブ
ノスロウの樹海の奥地に隠れ住む種族。後に協会の中心都市サイナスとなる地域とともにこの世界に現れた。外見は人間と似ているが、やや高身長かつ痩身で、肌は少し青白い。洞察力と記憶力に優れる。成人すると身体に過去の記憶を印した青い紋様を彫る伝統がある。重大な罪を犯した罪人は赤の紋様を施された上で、集落から追放される。「秘枢たる線刻の書」を有しており、長が代々独特の紋様として継承している。登場する書の中で唯一「物」の姿を取っていない書であり、他の偽書の能力発動を抑えるなど特異な点が目立つ。

## システム

### ミッションとクエスト
ミッションはストーリー進行上発生するもので、達成しないとストーリーが進行しないものである。クエストはストーリーに直接関係がなく任意で受注するもので、大きく分けて主人公が挑戦するものと仲間を派遣するものの2種類が存在する。いずれもクリアすることでポッチやアイテムなどの報酬を受け取ることができ、クエストによっては新たな仲間が加入する場合もある。

### 武器
旧作ではキャラクター固有のものを鍛えて強化するものであったが（幻想水滸伝シリーズ#武器参照）、本作では武器を購入するシステムに変更されている。キャラクターごとに装備できる武器の系統は決まっているが、基本的にどの武器・系統を選択するかはプレイヤーの任意で、戦闘では各々が装備した武器を使用して戦う。

### 星の印
旧作「紋章」に相当。星を宿す者のみが使用できる特殊な能力で、1つの書につき1つの星の印、その書が本来あった世界で同じ宿星の持っていた能力を得る。使用できる星の印の種類は個人ごとに異なる。
1つの紋章で複数の魔法を使用する旧来のシステムではなく、1つの星の印が1つの魔法・効果を持つ。また、魔法ごとに使用回数が定められているのではなく、キャラクター固有のMPからそれぞれに定められたMPを消費して使用する。

## あらすじ
辺境のシトロ村の自警団に所属する主人公は、幼馴染のマリカ・ジェイル・リウ、兄貴と慕うディルクとともに、東の丘にもさもさ退治に出かける。東の丘で主人公は、谷が突然森に変わり、見覚えのない遺跡が現れるという不思議な光景を目にする。戸惑う主人公だったが、仲間たちはさも当たり前のように振舞う。もさもさ退治を続ける主人公たちは遺跡に踏み入り、強敵に追われて最上階に追いやられるが、主人公は一冊の古びた本を発見する。

## 登場人物

### 主要人物

#### シトロ村
主人公
声 - 梶裕貴
シトロ村自警団に所属する少年。自警団の仕事で訪れた東の丘で書を見つけ、後に反協会の軍勢を率いることになる。態度がでかく無鉄砲な性格で口癖は「やってみなけりゃわからねぇ」。人種や種族に対する偏見は一切持たないが、その性格からひとつの道の協会の思想には強い反感を抱いている。幼いころにシトロ村の村長ラジムに拾われ、娘のシスカが母親代わりとなって育てられた。本人は全く気にしていないが、トビラで他の世界に行くことが出来ないことから、ラジムに引き取られる以前に他の世界からやってきたのではないか、とゲーム内で仲間たちから想定されている。公式名は「シグ」。
マリカ
声 - 坂本真綾
シトロ村村長ラジムの次女で、主人公の幼なじみだが共に過ごしていた時期が長いため、その関係はもはや家族に近い。親の反対を押し切って自警団に所属している。比較的楽天的な性格だが責任感が強い。
ジェイル
声 - 置鮎龍太郎
シトロ村自警団に所属する少年で、主人公の幼なじみ。かつては主人公と村一番の悪ガキの座を奪い合うほどのやんちゃな性格だったが、現在は寡黙で冷静。友人思いで、考えなしに行動する主人公をフォローすることが多い。母親のセレンを超えることを目指しており、母親が帰省するたびに拳を交えている。
リウ・シエン
声 - 柿原徹也
スクライブの少年。集落に篭る一族の姿勢に反感を持ち、数年前に集落を飛び出し3年前にシトロ村に住むようになった。臆病な性格だが主人公らと共に自警団に所属している。お調子者であるが冷静な判断力と知略に優れ、主人公率いる反協会勢力の軍師的な役割を担っている。後になりゆきで集落に戻り、族長のラオ・クアンから紋様を譲り受けて新たな族長になっている。
ディルク
声 - 小西克幸
主人公たちの兄貴分であり戦いの師匠でシトロ村自警団の若手を取りまとめる。書に触れても星が宿らず、書によって力を得た主人公たちに戸惑いと嫉妬を感じているときに、その感情をひとつの道の協会に利用されてしまう。以降は司書となりソフィアやノーヴァとともに行動しており、主人公たちの行動を妨げるようになる。書の力を埋め込まれ怪物に変貌するが、同じく怪物に変貌し書の力に耐え切れず死んだコノンやファーガスとは違い、意志の力で書を押さえ込み生き延びている。その後、第11の世界が主人公軍の居城に訪れるのを防ぐため、スクライブの書を用いて世界の融合に干渉し、それが原因となって死亡している。

#### ひとつの道の協会
ベルフレイド
声 - 有本欽隆
ひとつの道の協会の指導者。真正なる一書と偽書を利用し、世界の融合を人為的に起こすことで一なる王の降臨を目指している。なお、真正なる一書を得た後、外見年齢は変わっていないらしい。
その目的とは、不確定な「未来」を廃し、かつて幸福だったころの「記憶」という確定して永遠不変となった一瞬を無限に繰り返すことで不幸な「宿命」へと至る運命を永遠に回避し続ける世界を作り上げること。
ベルフレイドも世界の融合によって全てを失った被害者であり、ベルフレイドが協会を設立したのはかつて家族が存在していた頃の時間を取り戻すためだった。
最後はコノンやファーガスに行った物と同じ方法で真正なる一書と融合して異形の怪物と化し主人公らに戦いを挑むも敗れ、ボロボロに崩れてゆく追憶の世界と共に消滅していった。

### 108星

#### ア行
アーニャ
声 - 矢澤喜代美
噂好きで話好きの女性。グレイリッジで不満を抱えながら協会に関する仕事に従事している。作中の登場人物に関する噂や情報などの収集任務は大抵彼女が発起人になっている。
アスアド
声 - 鈴村健一
ジャナム魔道帝国の第2魔道兵団隊長。正義感にあふれた熱血漢。クロデキルドに特別な思いを寄せている。ダナシュ8世やシャイラに忠誠を誓っていたが、互いを競わせることで手駒とする手法や、ラザの砦での事件を理由にクロデキルドを懐柔しようとした件などで不満が爆発し、冥夜の剣士団とともに帝国を離反している。
アマラリク
声 - 鷹嘴翼
アストラシア王国解放を目指すレジスタンスの一員。キラルドの兄。感情的な弟を諌めるなど、冷静な性格である。
イクス
声 - 鈴木恭輔
軟派な性格の青年。婦女子と見れば誰彼かまわず声をかけるほどの女たらし。その性格が原因で以前訪れた街で裏社会の首領との間に女絡みのトラブルを引き起こしており、そのせいでウラガンに追われることとなった。
インドリク
声 - 山崎たくみ
リジッドフォーク族の神官兵。祖神の神殿を守護する1人。同僚のジーヴィッカと比較して実直な性格である。
ヴァズロフ
声 - 三宅健太
リジッドフォーク族の戦士。リジッドフォーク族からは「勇者」と呼ばれ、一族の中でも信望が厚い。一族を率いて協会に出向している代表者であり、協会の尖兵であるという立場ながら強くなっていく主人公との戦いを楽しんでいた。しかし、第10の世界の出現でジャナム魔道帝国が消滅したことによって主人公との初めての戦いを忘れてしまい、そのために自らの記憶に対して懐疑的となっていく。そのため主人公が語る世界の融合の話に対して端から否定することはなく、一族で最初に星を宿す者となっている。
ウラガン
声 - 酒巻光宏
依頼を受けてイクスを追う殺し屋。しかし、依頼理由に辟易しており、半ば依頼を放棄して観光を楽しんでいる。フューリーロアの集落でペッカルスの肉を食べることを目標にしており、フューリーロアの集落に協会の残党が攻めてきたときは「まだペッカルスの肉を食べていないから」と言う理由で戦いに参加、それに対する主人公の「観光バカ」との発言に躊躇なく「観光バカ」を自認したり、その直後の協会兵士との戦いで「何故戦うのか」を問われた際は発言しようとするロベルトを差し置いて「観光だ」と即答するなど、厳つい見た目に反してコミカルな描写が目立つ。
エウスミール
声 - 片浦寛子
フューリーロア族の戦士。集落を離れたメギオンに付き従った1人。メギオンの側近的立場で、ダイアルフの側近のサーヴィラとは反りが合わない。
エヌムクラウ
声 - 酒巻光宏
無形の夜魔と戦う謎の戦士。ネイティブアメリカンを彷彿とさせる風貌をしている。素性は一切不明だが、無形の夜魔を倒すことのできる唯一の存在である。
エリン
声 - 能登麻美子
ローガンの娘。心優しい性格だが思い切った行動力があり、グレイリッジの民を虐げる支部長マクートの悪事を暴くために協会に心酔したふりをしていた。主人公達の拠点では宿屋を営んでおり、無料で休憩ができるほか、パーティーや隊列の変更なども行える。
オータ
声 - 溝邉祐子
フューリーロア族の少年。ダイアルフを敬愛しているが、子どもゆえに動物の世話しか任されていない。
オルドヴィーク
声 - 三宅健太
リジッドフォーク族の始祖神とされる存在。一族が誤った選択をしている時、その過ちを正すために姿を現し、あるいは声が聞こえるとされていたが、一族が所有していた書が協会に奪われた後は一度も現れることはなかった。リジッドフォーク族本来の世界でも星を宿す者であり、その世界で一度死亡している。「気高き鋼鉄の書」が返還された事によって実体化に成功、主人公達の戦列に加わる。世界消滅前からゼノアと面識があるようで、ゼノアの対応宿星（天間星）を知っていた。

#### カ行
ガシュガル
声 - 金光宣明
リジッドフォーク族の族長。保守的な思想の持ち主で、オルドヴィークのお告げがないということは協会に組することが正しいとの考えを貫いていた。リジッドフォーク族本来の世界で、星を宿す者と一なる王との戦いを目撃した最後の生き残りだが、世界の融合によりその記憶を忘れていた。
ガドベルク
声 - 仁科洋平
冥夜の剣士団付きの鍛冶屋。元々アストラシア王国で王室直属の鍛冶屋として仕事を請け負っていた（冥夜の剣士団の用いる黒い剣は彼の手により造られたもの）が、王国占領により騎士団とともに亡命している。主人公一行の仲間になった後は主人公達の本拠地に工房を構えて武具の制作などを行っている。
キミヤ
声 - 鈴木恭輔
独自に「銃」の研究をしている男性。ライテルシルト連合王国に自分の技術を売り込もうとしている。主人公の仲間になると武器屋の品揃えが増える。
キラルド
声 - 上田純子
アストラシア王国解放を目指すレジスタンスの一員。アマラリクの弟。フレデグンドが咎めを受けずにクロデキルドとともにあることを不満に思い、一度はその感情を爆発させるが、後に考えを改めて自ら主人公軍への参加を希望している。
ギリアム
声 - 土田大
グレイリッジの協会支部の衛兵長。ローガンとは古くからの知り合い。グレイリッジから協会の兵が引いた後は代表として執務を行っていたが、まずは世界の脅威となる協会を止めることが最優先と思い至り、主人公軍へ参加している。
クロデキルド
声 - 朴璐美
冥夜の剣士団の団長で、元アストラシア王国第1王女であり、アストラシア王室騎士団の団長。アストラシア王国が協会に占領された後に亡命し、祖国解放を目指して剣士団を設立している。ダナシュ8世から4番目の妃として熱望され、ラザの砦の一件の責任を剣士団に押し付ける形で懐柔されそうになったが当て身を食らわして脱出、アスアドや剣士団の部下とともに主人公軍へと協力することになった。以降は主人公軍の切り込み隊長となり、特にアストラシア王国解放においては主戦力として剣を振るった。その中で、協会の思想に心酔した妹のフレデグンドを説得し、宝剣ディバインエッジの片方を継承している。
グントラム
声 - 土田大
アストラシア王国解放を目指すレジスタンスのリーダー格。元王国の役人。主人公達のファラモン攻略戦の際は仲間と共に一斉蜂起してアストラシア王国復興の立役者となった。
ゲシュッツ
声 - 梅津秀行
ライテルシルト連合王国の特務機関に所属する軍人。かつて連合王国から奪われた偽書を取り戻すためにジャナム魔道帝国へ派遣されていたが、後に連合王国に対する協会の脅威を払拭するため、本国から主人公への協力を申し渡されている。
ケフレン
声 - 鈴木恭輔
第10の世界とともにやってきた男性。元の世界で一なる王に対抗するためにベレルエムを蘇らせようと謎の遺跡を訪れたようだが、世界の融合とともに一時的に記憶を失っていた。
コウ・ロー
声 - 古島清孝
スクライブの男性。早くから新たな族長のリウを受け入れていた1人だが、気弱な性格であるために集落を出る決意が出来ずにいた。第11の世界で現れたラロヘンガに入っていったルファを見過ごすことが出来ず、単身ラロヘンガに立ち入って怪物に襲われたところを主人公に救われた。
ゴルヌイ
声 - 三宅健太
リジッドフォーク族の細工師。協会の思想を嫌ってスヴァトゴル山に隠れ住んでいるリジッドフォークのうちの1人。主人公一向に加わった後、ガドベルクの工房の隣に自らの工房を作り、アクセサリーを作って売ってくれる。

#### サ行
サーヴィラ
声 - 矢澤喜代美
フューリーロア族の女性。冷静な判断力を持ち、ダイアルフの側近的役割を担う。
ザイン
声 - 仁科洋平
第11の世界とともに現れた遺跡に残されていた魔道擬体。正式名称は「対異界侵蝕者迎撃用試作擬体7号機」。一なる王との決戦用に開発された1体だが、より強力な兵器の完成によって実戦投入されなかった。少なくとも同型の擬体が12号機まで存在している（12号機の呼称は「ラーメド」）。
ザフラー
声 - 川島得愛
ジャナム魔道帝国出身の医師。医師としての腕は立つようだが、異種族に対する好奇心が強く、しきりに解剖やら実験やらを口走る。主人公とともに歩く「未だ知られざる未知の種族」（クーガ）を目撃し、その好奇心から主人公軍に押しかけてそのまま軍医となった。
ジーヴィッカ
声 - 寺谷美香
リジッドフォーク族の神官兵。祖神の神殿を守護する1人。同僚のインドリクと比較して、熱くなりやすい性格。
シスカ
声 - 高杉さと美
シトロ村村長ラジムの長女で、マリカの姉。主人公を母親代わりとなって育てた人物で、自称「主人公のお母さん」。大らかで慈愛に満ちた性格であるが、たまにその愛情が溺愛の域まで達することも。特技は歌と家事全般。
主人公達がフレセリアの森の遺跡を根城にした頃からこっそり遺跡を訪れては彼らの行動日記（観察日記）をつけはじめるが、その行為を見かねた主人公から「こそこそしないで堂々と（表門）から来ればいい」と言われた際、それを「堂々と城に引っ越してくればいい」と解釈し、その直後、本当に引っ越してきてしまいそのまま居座ってしまった。
シャバック
声 - 阿部敦
ドロモンとフェレッカの弟で海賊。「これからは海賊も学が必要」というドロモンの考えにより、貴族や士官候補生が通うロノマクアの学校で学び、優秀な成績で卒業している。
シャムス
声 - 折笠愛
ジャナム魔道帝国の皇太子で、ダナシュ8世とクレイアの息子。異母妹のマナリルのことをいつも気にかけている。第10の世界の出現でジャナム魔道帝国が消失した後はサルサビル王国の国王として過ごしていたが、リズランから書を託されたことで記憶を思い出し、主人公軍への参加を熱望している。
両親の影響で、味覚がおかしくなってしまっている。
スヴェン
声 - 溝邉祐子
サイナス出身の女性。協会の理念に反してソロウと密かに恋仲にあったが、協会の取締りが厳重になったためソロウとともにサイナスを出奔している。逃避行の中、自らを逃がすために囮となったソロウを救うため、主人公軍への参加を希望している。
スフィール
声 - 牧口真幸
チオルイ山に住まう雪女。人々に突如話しかけて雪を吹き付けるが、本人に悪意はなく、おいしい雪を振舞っているつもり。ドガとは30年以上前からの顔見知り。
ゼノア
声 - 大原さやか
石版の出現とともに現れた謎の女性。書や星の印にも詳しい模様だが、思わせぶりな発言をするばかりで、人を食ったような態度をとる。とんでもない毒舌家で、話を聞きにいったアーニャがショックのあまり泣いて謝ったほど。
セミアス
声 - 仁科洋平
流れの賭博師。協会の支配下にあった地区の出身だが、協会の思想下では博打の楽しさが認知されず、その世相から各地を放浪するようになった。
セレン
声 - 矢澤喜代美
ジェイルの母。格闘家としての腕が立ち、普段は他の町で用心棒の仕事を請け負っている。時々ジェイルに会うために帰省し、拳を交えることで息子の成長を確認している。シトロ村で一番恐れられる存在らしく、人々は帰省することを「嵐が来る」と呼んでいるが、彼女自身は息子に会うことを楽しみにしているだけである。
ソタ
声 - 石住昭彦
テハの村に住む「生き字引」の老人。知識を蓄えることに対する欲求が強く、その知識量は比肩するものがいないほど。話しかける事で作中の用語集とその解説が閲覧できる。主人公の拠点で受けられる調査任務のクエストの結果は彼にも報告され、そのたびに用語集の内容が更新されて内容が増える。
ソフィア
声 - 能登麻美子
しるべの塔に属する司書。かつて暴走した父親のノーヴァに斬りつけられており、重傷を負ったがベルフレイドが真正なる一書を用いて、怪我や病気をなかったことにする力を与えられている。しかし、それによって父親の記憶を失い、ベルフレイドを「お父様」と呼び、司書として忠誠を誓うようになるとともに、ノーヴァの素顔を見ると恐怖するようになってしまう。その忠誠心をベルフレイドに利用され、主人公軍とのフォートアーク攻防戦において書によって怪物へと変貌してしまうが、ノーヴァの必死の説得によって正気と記憶を取り戻し、父親の素顔を見ることの恐怖を克服している。
ソロウ
声 - 秋吉徹
元協会の兵士。協会の理念に反してスヴェンと恋仲にあったため異端者とされ、スヴェンとともにサイナスを出奔したが、スヴェンを逃がすために捕らわれていた。主人公軍のフォートアーク侵攻に際して脱走し、スヴェンと再会して主人公軍への参加を希望している。

#### タ行
タージ
声 - 阿部敦
シャムスの身辺警護や世話役を務める少年。シャムスとの接し方は主従関係というよりは友人関係に近く、相談に乗ることもあれば異を唱えることもある。髪で顔が半分隠れているが、これは表情を読み取りづらくしようとするデザイナーの意図によるものである。両親は帝国の貴族だったが謀反を計画した罪で処刑され、自らも処刑されそうになったが、シャムスの手によって助けられた。
ダイアルフ
声 - 稲田徹
フューリーロア族の王。豪快な性格で、主人公がペッカルスを倒したのを目撃し集落に招き入れる。一時は協会の謀略によって主人公軍との関係を断ち切られてしまうが、協会と相対した時に主人公らが駆けつけたことで改めて友好的な態度を示し、以降は一族を率いてクロデキルドとともに主人公軍の切り込み隊長となる。お互い歴戦の勇者という関係上ヴァズロフとは息が合う。
チェイン
声 - 勝呂美和子
第9の世界とともにやってきた唯一の人間で、リュキアのライバルである。
豪放磊落な性格で、戦いを好む。呼び名は「暴風のチェイン」。
チハヤ
声 - 勝呂美和子
自称旅芸人。北辰皇国出身で、ヨミに同行して笛で伴奏を担当している。ヨミとの関係は仲間よりは主従関係に近く、判断のほとんどはヨミに頼っており、ヨミにしたがって主人公軍へ協力している。
ツァウベルン
声 - 鷹嘴翼
自称ライテルシルト連合王国の関係者。第10の世界の出現でジャナム魔道帝国が消失したことで生じた多数の齟齬の調査のために海を渡り、書に触れることなく調査の結果から帝国の存在を推察するなど諜報員としても優秀。本人曰く、「ツァウベルン」は偽名。ライテルシルト連合王国の六大公家の1つ、ハルニッシュ家の次期当主と多くの共通性が見られる。
ツフルル
声 - 中西英樹
ランブル族の少年。気弱な性格で頼りないが、母レカレカの仕事を見ているため商売のノウハウは理解している模様。
ディアドラ
声 - 榊原良子
しるべの塔に属する司書の長。過去の世界の融合によってやってきたランブル族の一人で、その世界の書を所有している。その書を使用することで、行ったことのある場所であればどこにでもトビラを開くことができる。ベルフレイドの元で司書の長として忠誠を誓っていたが、徐々にベルフレイドの唱える言葉と実情に違和感を持ち、ベルフレイドの元を出奔した。「ディアドラ」は偽名で、本名は明かされていない。
ティグール
声 - 金光宣明
フューリーロア族の老人で、ダイアルフの側近的立場として信任も厚い。ダイアルフがクラグバークを離れたため留守番を任されていたが、戦いが苛烈になる中、ダイアルフの命で主人公軍へと協力している。
ドガ
声 - 石住昭彦
チオルイ山を知り尽くした山男。人を避けるように山奥に篭っているが、チオルイ山に関する豊富な知識からテハの村の人々から全幅の信頼を受ける。雪の季節で危険なチオルイ山を越える主人公に協力したが、第9の世界の出現によって山が雪の難所ではなくなったため、主人公とチオルイ山の知識に関する記憶を失った上に、テハの村の人々からも変人呼ばわりされるようになった。しかし、身に付いた判断力は失われず、行方不明となったナズを捜索する主人公に協力し、後に主人公軍にも協力している。スフィールは30年以上前に依頼を受けて退治しようとした相手である。
ドロモン
声 - 金光宣明
ロノマクアの海を縄張りとする海賊の頭領。豪快で大雑把な性格だが、妹フェレッカと弟シャバック思いの兄である。第9の世界が現れた際に、本拠地としていた島が消失している。
トンガチヒ
声 - 金光宣明
ランブル族の男性。若いころに大きな富を得て引退、それ以降は他の世界とを繋ぐ「マド」の研究をしている。悩みこむと頭が痛くなる体質である。話しかけると窓（インターフェイスのウィンドウ）のデザインを変更してくれる。

#### ナ行
ナキル
声 - 阿部敦
ジャナム魔道帝国第2魔道兵団の斥候で、アスアドの部下。アスアドの離反後に危険な任務を言い渡され、協会に追われて窮地に陥ったところをアスアドに救われている。
ナズ
声 - 江森浩子
テハの村の少年。人懐っこい性格で、ドガを師匠と仰いでいる。第9の世界の出現によって、ドガが村で単なる変人として扱われるようになったことに違和感を持ち、本人に確認するために単身チオルイ山に踏み入るが、突風を受けて滑落してしまう。しかしドガの教えを活かして生き存え主人公とドガに救われ、全てを察して主人公への協力を申し出ている。
ナムナ
声 - 鷹嘴翼
ポーパス族の神官で、巫女と海神ニヌルネダに仕える。神殿を守る事を自身の務めとしていた。
ニクティス
声 - 三宅健太
フューリーロア族の戦士。集落を離れたメギオンに付き従った1人。
ニムニ
声 - 佐藤利奈
ポーパス族の戦士。感化されやすい性格で、口癖は「感動です」。ネイラの信望も厚く、一族筆頭の戦士である。
ヌザート
声 - 森夏姫
ジャナム魔道帝国の魔道研究院のリズランの前の責任者。幻のモンスターを呼び出し、模擬戦闘する施設を作り上げた人物であるが、リズランの策謀によってその地位を追われた。
ヌムヌ
声 - 勝呂美和子
ポーパス族。ポーパス族特有の愛らしい外見を利用し、人間を騙して遊ぶ腹黒い面がある。
ネイラ
声 - 大原さやか
ポーパス族の巫女で、自らの体を媒介にして海神ニヌルネダを降ろすことができる。ポーパス族の神に仕える職のため族長も兼ねている。
ネムネ
声 - 小橋知子
ポーパス族の戦士。歌が好きで、シスカとはともに歌う仲。
ノーヴァ
声 - 小山力也
ソフィアに付き従う、甲冑を纏った剣士。元々協会員であり、ベルフレイドによって強制的に星の印の力を与えられ、一時的に正気を失い妻子に斬りかかっている（妻は即死、娘・ソフィアは重傷）。ベルフレイドによりソフィアは救われたが、ノーヴァが父親であることを忘れ、自らの素顔を見ると恐怖するようになってしまうが、それでも生きていることに満足し、ソフィアの傍にいることを選択する。しかし、ベルフレイドがコノンやファーガスの件を知りながらソフィアに書を埋め込んだことに激怒し、斬りかかったが返り討ちに遭い、その時しるべの塔に侵入していたディアドラや主人公に救い出され、ソフィアを取り戻すために主人公軍に協力を申し出る。
ノフレト
声 - 寺谷美香
第10の世界とともにやってきた、盗掘屋の女性。一見すると強欲そうな印象を受けるが、「掘り出した物は求める人の手に渡ってこそ値打ちがある」との思想を持っている。
ノムノ
声 - 堂坂晃三
ポーパス族の戦士。言葉を話すことがなく、常に寝ているかお腹がすいているかのいずれかである。いつ話しかけても「ぐー」と反応するのみ。一応これでもポーパス族では名の通った猛者であるらしく、ラザの砦攻略の際はネムネ、ニムニ達と共に協会兵士と渡り合っている。

#### ハ行
ハウ・シー
声 - 梅津秀行
スクライブの男性。保守的な一族の中でも、最も保守的な思想を持つ1人。リウが族長を継いでもなおリウを受け入れず、ノスロウの樹海奥地の集落に篭っていたが、度重なる協会の暴挙に憤り、主人公軍へ協力することを決意している。
ハフィン
声 - 酒巻光宏
ジャナム魔道帝国第2魔道兵団の上級魔道兵で、アスアドの部下。アスアドに対する忠誠心が強く、帝国を離反したアスアドを追って帝国を脱走し、主人公軍に合流する。
バルザム
声 - 酒巻光宏
機械技師。グレイリッジ鉱山にある「えれべーた」の開発者で、魔道擬体のヤードの開発者である。グレイリッジの周辺の小さな村の出身で、第11の世界となった世界出身の機械技師から魔道擬体などの技術を学んでいる。
ヒナ・アウマクア
声 - 寺谷美香
ロノマクア首長国の首長カーネ・ミロハイの姪（カーネ・ヘキリ・アウマクア（ミロハイの弟）の娘）。ロノマクアの学院ではシャバックの同期生で、首席で卒業している。歳不相応に小柄で可愛い外見にコンプレックスを抱いており、そこを突っ込まれると怒る（特に背の話題は禁句）。第9の世界の出現で島が消失したことが僅かに記憶に残っており、主人公軍へと書状を送っている。
ビュクセ
声 - 阿部敦
ライテルシルト連合王国の特務機関に所属する軍人。ゲシュッツの部下。寡黙で必要最低限の言葉すら語ろうとせず、その銃の技術とあわせて「沈黙の狙撃手」の異名を持つ。
フェレッカ
声 - 上田純子
ドロモンの妹で海賊。ファラモンで剣術の修行を受けており、腕前はそこらの一般兵では相手にならないほど。一方で可愛いものに目がなく、ポーパス族（特にヌムヌ）がお気に入り。
フレデグンド
声 - 小清水亜美
ひとつの道の協会の将軍にして、アストラシア王国第2王女。協会が王国を占領した際、目の前で両親が殺されたことに加えクロデキルドが亡命したことによる絶望から、協会の思想に傾倒してしまう。後にクロデキルドの説得に応じ、主人公軍への参加を決意している。
ベレムエル
声 - 逢坂力
一なる王との戦いを使命とする戦士。ジャナム地方に現れた砂漠の遺跡に眠っていた。
ボッシュ
声 - 秋吉徹
自称冒険家。ノスロウの樹海に迷い込んだがそのまま棲み付き、死に場所を求めて入り込んできたラティルダを熱烈な求婚の末に妻に迎えている。
ホツバ
声 - 藤原啓治
ランブル族の男性。面倒見のよい性格で、主人公の下ではトビラの制御全般と、別世界の調査や交流を担当している。年齢の上下に拘らず、立場的に上位と判断した男性を「兄さん」、女性を「姉さん」と呼ぶ。

#### マ行
マナリル
声 - 矢作紗友里
ジャナム魔道帝国の皇女で、ダナシュ8世とリズランの娘。「読み手」と呼ばれる書を読むことのできる能力を持っており、リズランが運営する魔道研究院で書の解読を強要されていたが、シャムスの依頼で主人公たちによって救い出されている。ジャナム魔道帝国消滅後は、サルサビル王国の王女で、当時国務のため国を離れなかったシャムスの名代として主人公軍に出向いていることになっていた。
ミーネ
声 - 小橋知子
ライテルシルト連合王国の特務機関に所属する軍人。ゲシュッツの部下。
ミズラック
声 - 秋吉徹
サルサビル解放義勇軍の一員であったが、ジャナム魔道帝国の消滅に伴ってサルサビル王国を守るサルサビル防衛義勇軍の一員となっている。
ミュン・ツァン
声 - 小橋知子
スクライブの女性。かつてノスロウの樹海の奥に篭る一族の在り方に疑問を抱き、協会に対抗するために自らが族長になることを望んだが、捕らわれて罪人であることを示す赤い紋様を施され、集落から永久追放されている。
ムールゲント
声 - 川島得愛
かつてアストラシア王国の騎士団に所属していた剣士と同名の老剣士。「ムールゲント」という人物は退役した後も伝説の剣聖として語り継がれており、もし本人であれば100歳以上となっているはずだが、外見年齢は相応には見えない。
ムーロ
声 - 逢坂力
リジッドフォーク族の男性。リジッドフォークとしては珍しく、常に笑顔で人当たりの良い性格。協会の思想を嫌ってルギニエクを出た後、各地を放浪していた。
ムバル
声 - 野島健児
ジャナム魔道帝国の魔道研究院に所属する書の研究者。ヌザートを師と仰いでいる。
メイベル
声 - 牧口真幸
独特の語り口が特徴のキテレツ娘。チオルイ山で主人公と出会い、自らの描いた世界観に当てはめて主人公を運命の相手と思い込み、一方的に追い回すようになる。しかし、その世界観が協会の理念と同じだと諭され、自らの意思で主人公軍への協力を申し出ている。
メギオン
声 - 堂坂晃三
フューリーロア族の戦士。隻眼の猛将。かつてダイアルフと族長を争った一族の有力者だが、民族内の紛争を避けるために自ら身を引いている（これに関してはクーガの言葉による影響もあったらしい）。
メルヴィス
声 - 川島得愛
冥夜の剣士団の団員で、クロデキルドを補佐する副官の男性。沈着冷静で忠誠心が強く、ときに他の団員を諫める役割も担う。アスアドからはクロデキルドを巡る最大のライバルと目されているが、完全なる補佐役の立場を貫いている。
モアナ
声 - 松岡由貴
ランブル族の女性。ホツバとともに行商をしている。陽気でお節介焼きな性格で、仕事の斡旋を通じて人と人を繋ぐことから通称は「縁結びのモアナ」。ただし、ホツバ曰く「男女関係の縁は結べない」らしい。
モーリン
声 - 片浦寛子
イクスを追う女性。かつてイクスに弄ばれたと語り、イクスに固執している。イクスを追ってこの旅に出ているが、一人旅では不安なため弟のヨベルを伴い、子供2人では心許ないためヨベルに仮面着用を強制していた。

#### ヤ行
ヤード
声 - 中西英樹
バルザムが従えている魔道擬体。語尾に「〜ド」を付けるのが特徴。
ヤディマ
声 - 中山大吾
シトロ村近辺一帯を仕切る農夫。村の近辺ならば知らない農地はないと豪語し、農作業は人が人として生きる証である、という信念をもっている。
ユーニス
声 - 小橋知子
ザフラーに付き従う看護士。異種族に興味を持ち解剖や実験を口走るザフラーを制するのもユーニスの仕事である。戦列に加わってからは医務室で回復アイテムを販売している。
ユラ
声 - 牧口真幸
二刀流の流浪の剣豪。北辰皇国出身で、皇国七天将の1人ダイゴの戦巫女マユラであるとの噂がある。剣姫として名高いクロデキルドに興味を示し、剣を交えるためにアストラシア王国を訪れている。
ヨベル
声 - 逢坂力
モーリンの弟。イクスを探すために旅に出るモーリンが、護衛として半ば強引に連れ出している。人前では仮面を被っているのは、子供であることで侮られないためにモーリンから着用を強要されたためである。モーリンの態度に不満が爆発し、さして年齢の変わらない主人公に憧れて留まっている。因みにかぶっている仮面はヨベルの出身地方で養蜂家が使っている物。
ヨミ
声 - 中山大吾
自称旅芸人。北辰皇国出身の舞の名手で、チハヤとともに各地を巡っていた。しかし、協会の方針は人々の歓楽への興味を削いでいると判断し、主人公軍への協力を申し出ている。

#### ラ行
ラジム
声 - 石住昭彦
シトロ村の村長。シスカとマリカの父で、主人公の父親代わり。当初は主人公の足手まといにならないようにと村に残り、書に触れても全く反応しなかったが、苦境にある主人公たちを助けたいとの気持ちが強くなると星を宿す者に名を連ねるようになる。
ラティルダ
声 - 森夏姫
元アストラシア王国で王女の世話をしていた侍女。協会の侵攻によって変わっていく祖国に絶望し、死に場所を求めてノスロウの樹海に入り込んだが死にきれず、ボッシュの妻として過ごしていた。
ラバキン
声 - 中山大吾
十数年前に他世界に飛ばされていたグレイリッジ鉱山の工夫。ローガンは当時の同僚で、同僚内では他の街へ移ったとされていた。涙もろい性格らしく、ことある毎に号泣している。
ラミン
声 - 中西英樹
流浪の楽師。人の魂を揺さぶる音楽を研究しており、そのために各地を放浪して音楽を披露している。音楽には人を怒らせる効果があるが、人以外の種族の一部やモンスターには効果がない模様。
リュキア
声 - 相沢舞
フューリーロア族の女性。小柄だが食欲旺盛で、成人男性の3倍の量は余裕で平げる。
ルオ・タウ
声 - 間島淳司
スクライブの男性。一族からはラオ・クアンの次の長と見込まれていた。しかし、ラオ・クアンはリウを選び、その意思に従っていち早く主人公軍への協力を申し出ている。紋章の力で書の所在地を感じることができるが、本人がその場所にあるはず、と気を集中させなければ発動しない。
ルバイス
声 - 山崎たくみ
協会と戦う者を支援する「千里眼」の異名を持つ諜報員。元々ジャナム魔道帝国に協力していたが、後に主人公たちに協力を申し出ている。今は軍事基地となっているラザの出身。かつてジャナム魔道帝国に諜報に長けた隊長がいたという記録があるらしく、ルバイスのことではないかとの噂がある。
妻がいたが、協会の教義に傾倒した末に病没している。
ルファ
声 - 溝邉祐子
第11の世界で現れたラロヘンガで主人公に保護された少女。素性は不明だが、怪物と意思疎通を図ることができる力を持っている模様。
レカレカ
声 - 片浦寛子
ランブル族の女性。行商人で、息子のツフルルと各地を巡っている。
レスノウ
声 - 森夏姫
リジッドフォーク族の女性。ヴァズロフの妻。夫に負けず劣らずの精強な戦士で、ともに協会の尖兵として主人公の前に幾度となく立ちふさがった。その後、夫とともに主人公軍へと籍を移している。
レン・リイン
声 - 矢作紗友里
スクライブの女性。ラオ・クアンの世話役を務めていたが、ラオ・クアンが亡くなりリウが族長となったことでルオ・タウとともに主人公軍への協力を申し出ている。リウ・シエンとは幼なじみで、リウが集落を離れる時に誘われていたが、当時すでにラオ・クアンの世話役となることが決定していたために断っていた。
ローガン
声 - 岸尾だいすけ
グレイリッジの宿屋の主人で、元グレイリッジ鉱山の工夫。ひとつの道の協会に加入する住民が多い中、最後まで対抗していた1人。
ロベルト
声 - 岸尾だいすけ
冥夜の剣士団の団員。アストラシア王室騎士団では騎士の従者に過ぎなかったが、冥夜の剣士団として活動するようになってから頭角を現した。剣士団では最年少だが腕は確か。主人公に対しては強い対抗心を持っていたが、徐々に主人公を理解し、良き友人となっていった。

#### ワ行
ワスタム
声 - 堂坂晃三
戦う料理人。かつてジャナム魔道帝国の皇宮で料理人をしていたが、毎日宴会騒ぎをする皇族に不満をぶつけ、帝国から追われる身となった。格闘家としての腕にも優れており、帝国の一般兵では相手にならないほど。仲間になると、各種の料理アイテムを売ってくれる。
ワヒエ
声 - 仁科洋平
ランブル族の男性。「トビラ」に精通しており、一族からは老師として尊敬されている。直接戦いに参加するわけではなく、DSの通信機能を使った別のユーザーからの依頼を斡旋してくれる。

### 宿星外

#### ひとつの道の協会
コノン
声 - 古島清孝
しるべの塔に属する司書をしている若い男。厭世感から協会に入った。口が悪く暴力的な性格。ファーガスと共に、書の探索、奪還の為度々主人公達の目の前に立ち塞がるが、悉く蹴散らされる。協会が主人公達の拠点に総攻撃を仕掛ける際、度重なる失敗の責任を取らされる形で書を体内に埋め込まれ、その力によって怪物に変貌し、身体が書の力に耐え切れず、主人公達に逆恨みじみた言葉を遺して死亡した。協会の教えには一応忠実ではあるが、自分の行動を正当化する為に曲解している。デザイナーの進邦嗣郎によると、「キレ易い若者」をキャラクター造形のコンセプトにしたという。
ファーガス
声 - 梅津秀行
しるべの塔に属する司書をしている小太り体形の中年の男。冷静で物腰も柔らかだが、その本性は陰険でプライドが高く、激昂するとそれが露になる。コノンと共に行動することが多く、ストーリー中では何かと暴走しがちである彼のお目付け役のような位置づけであった。粗暴なコノンのことを内心では「どうしようもない若造」と見下しているが、協会内部や主人公達からは同格とみなされていたようで、プライドの高い彼はそれに我慢が出来ずに憤慨していた。最後はそのコノン共々これまでの失敗の責任を取らされ、協会の主人公軍への攻勢に際して、書を体内に埋め込まれて怪物に変貌、その代償によって死亡した。
ビアズレイ
声 - 山崎たくみ
フレデグンドの副官を務める青年騎士。アストラシアが解放された後は司書に帯同するようになり、主人公軍のサイナス侵攻に際して書の力によって怪物に変貌、そのまま死亡している。
マクート
声 - 小西克幸
ひとつの道の協会の会員で幹部。グレイリッジ支部の支部長を任されていたが更迭され、協会本部で再教育を受けた後に地方への布教のために派遣されている。その後、主人公軍のサイナス侵攻に際して書の力によって怪物に変貌、そのまま死亡している。

#### ジャナム魔道帝国
ダナシュ8世
声 - 藤原啓治
ジャナム魔道帝国の現皇帝。3人の妻と、2人の子供がいる。妻や配下の軍勢を、互いに競わせることで向上心を植え付け、裏切りを防止して完全なる手駒として扱うことを手口としている。第10の世界が現れたことで存在が消滅している。
シャイラ
声 - 折笠愛
ダナシュ8世の第一皇妃。帝国の魔道兵団の総帥。公では物腰穏やかな口調で話すが、本来はかなり砕けた口調で話すさばさばとした性格である。第10の世界が現れたことで存在が消滅している。
リズラン
声 - 本田貴子
ダナシュ8世の第二皇妃で、マナリルの母。帝国魔道院の責任者。マナリルに書を読み解く能力を酷使させて得た情報を自らの権力闘争に利用する冷酷な性格のように見えるが、主人公達のジャナム脱出に際してはマナリルを連れて逃げる主人公達を見逃し、脱出する娘の身を案じるかのような発言をするなど、一概に悪人とも言い切れない描写がある。第10の世界が現れたことで帝国が消滅した時は、書の力を用いて融合に干渉して融合範囲をずらし、サルサビルを救うとともにマナリルの異母兄であるシャムスに書を託し、自らは力を使い果たして消滅した。
クレイア
声 - 森夏姫
ダナシュ8世の第三皇妃で、シャムスの母。港町サルサビルの出身で、父親はサルサビル総督のマスルール。一見すると穏やかな性格に見えるが他の皇妃に対して並々ならぬ対抗心を抱いており、父親に軍事力の供出を求めて権力闘争に利用していた。第10の世界が現れたことで存在が消滅している。
マスルール
声 - 山崎たくみ
ジャナム魔道帝国のサルサビル総督。クレイアの父で、シャムスの祖父にあたる。第10の世界の出現でジャナム魔道帝国が消滅するとサルサビル国王シャムスを祖父として支え、クレイアとその夫はシャムスが幼いころに亡くなっており、シャムスの異母妹マナリルもクレイアの娘であると思い込むようになった。
ファルタ
声 - 上田純子
サルサビル総督マスルールの妻で、クレイアの母。

#### その他
一なる王
声 - 土田大
ひとつの道の協会の掲げる神格的存在で、降臨することでひとつの道は成就するという。百万世界の各世界の真正なる一書に干渉し、自分の降臨する未来を書き込んでいる。降臨した世界は、一部が他の世界の一部となるか、一なる王の世界に呑み込まれるらしい。
黄金の衣装を纏い、錫杖を持った聖職者のような姿をしている。全身に見えない障壁を巡らせ、あらゆる攻撃を無効化するという反則的ともいえる能力で主人公一行を圧倒した。
その正体はかつて一なる王との戦いの果てに、天魁星以外の107の宿星の命を生贄にするという外法を使って勝利した「どこかの世界の天魁星」のなれの果てだった。
一なる王を倒すために、一なる王を倒して守るはずだった仲間を犠牲にしなければならなかった矛盾に葛藤した末、一なる王が目指した「確定して不変の未来」を求めるようになり、自らが新たな一なる王となってしまった。一なる王を倒す者が現れなかったのは「倒した者が新たな一なる王へと変質してしまう」からである（最終ダンジョンにそのことを臭わせる「天魁星以外の宿星の名が焼けこげて読めない宿星の石版」が存在している）。
主人公一行も同じ方法を使って勝利するかと思われた（実際その方法を使って勝利し、主人公が次の「一なる王」となるBADENDルートもある）が、最後の最後に現れた第12の世界の宿星が遺した最期の言葉から一なる王の連鎖を完全に断ち切る方法を見いだされたことで敗北。自らが持っていた真正なる一書を主人公に託し、自らが歩んだ運命を悔いる言葉を遺して消滅していった。
ラオ・クアン
声 - 江森浩子
スクライブの長老。書の1つを独特の紋様として継承していたが、協会の集落への干渉に際して力を使い果たし、書をリウに継承して息絶えた。

### 異世界の宿星者
マリカ?
声 - 坂本真綾
別の世界のマリカ。別の世界でひとつの道の協会と似た理念を持つ相手と戦う軍勢を率いる天魁星。主人公の世界のマリカと比べてやや陽気でノリも軽い。
アトリ
声 - 野田順子
別の世界で主人公と同様に軍勢を率いる天魁星。ひとつの道の協会と似た理念を持つ相手と戦っている。主人公軍の居城となっている建物の前の主と面識がある。
クーガ
声 - 木内秀信
フューリーロア族の戦士。本来の世界でダイアルフとともに戦っていたが、主人公の世界のラザの砦に迷い込み協会の軍隊に追われていたところを主人公に救われる。元の世界では星を宿す者であり、元の世界に戻った後、降臨した一なる王に敗北して死亡している。

## 幻想水滸伝ティアクライス 星屑の城
『幻想水滸伝ティアクライス 星屑の城』はコナミネットDXで配信されたケータイ小説。第1章は無料で、残りの章はポイント課金によって閲覧できた。Flashによるアニメーションやサウンド、エフェクトなどの演出があり、臨場感にあふれている。
『幻想水滸伝ティアクライス』をモチーフに、どこかの世界で起こった話を展開しており、本編のノベライズではない。
- 第1章 - 2008年10月9日配信。
- 第2章 - 2008年11月5日配信。
- 第3章 - 2008年12月3日配信。
- 第4章 - 2008年12月24日配信。
- 第5章 - 2009年1月7日配信。
- 第6章 - 2009年1月21日配信。
- 第7章 - 2009年1月28日配信。
- 第8章 - 2009年2月4日配信。
- 第9章 - 2009年2月18日配信。
- 第10章 - 2009年3月4日配信。
- 第11章 - 2009年3月18日配信。
- 第12章 - 2009年3月25日配信。